# Pterobryopsis setschwanica
Pterobryopsis setschwanica är en bladmossart som beskrevs av Brotherus 1924. Pterobryopsis setschwanica ingår i släktet Pterobryopsis och familjen Pterobryaceae. Inga underarter finns listade i Catalogue of Life.